# Slavonski Brod
Pour les articles homonymes, voir Brod.
Slavonski Brod est une ville et une municipalité située en Slavonie. Elle est le chef-lieu du comitat de Brod-Posavina, en Croatie. Au recensement de 2011, la municipalité comptait 59 141 habitants, dont 93,69 % de Croates et la ville seule comptait 53 531 habitants.

## Histoire
Un emplacement géographique favorable, un climat continental, un sol fertile et la proximité de la rivière Save ont permis au territoire d’être occupé dès l'âge préhistorique, depuis au moins 8 000 ans. 
Au temps des Romains, la ville fut connue sous le nom de Marsonia, qui était en réalité un lieu de passage et de campement. Les Slaves s'installèrent durant le VIe siècle. 
Le Moyen Âge et l'Ère moderne ont vu la cité devenir une forteresse importante. L’influence de l'Empire ottoman resta dominant jusqu’à la prise de la ville par l'empire d'Autriche au traité de Karlowitz (1699). Aux confins militaires, elle fut le siège du 7e régiment de BROOD. L'artisanat et le commerce se développèrent. L'éducation et la culture furent influencées en grande partie par les Franciscains. 
Le XXe siècle fut une période de forte croissance économique pour la ville, les années 1920 étant appelées « l'âge d'or de Brod ». Le nom actuel de la ville date de 1934. De 1941 à 1945, la ville faisait partie de l'État indépendant de Croatie, et fut lourdement bombardée par les Alliés en 1944 et 1945. En 1990, des réformes démocratiques légalisèrent la formation de partis politiques, autres que la Ligue des communistes de Croatie. 
Aujourd’hui, Slavonski Brod vit principalement d'agriculture, d'usines de métaux et le tourisme occupe une place de plus en plus importante.

## Localités
La municipalité de Slavonski Brod compte trois localités : Brodski Varoš, Podvinje, et Slavonski Brod.

## Jumelages
- Celje (Slovénie)

## Personnalités
- Josip Weber (1964-2017), footballeur.
- Mario Mandžukić (1986-), footballeur.
- Goran Rubil (1981-), footballeur croate.